# Miroslav Vaupotić
Miroslav Vaupotić (Petrovaradin, 22. studenoga 1925. – Zagreb, 12. lipnja 1981.), bio je hrvatski pjesnik, književni povjesničar i kritičar, pisac podlistaka, esejist.

## Životopis
Miroslav Vaupotić rođen je u Petrovaradinu 1925. godine. Srednju školu pohađao je u Pakracu, Križevcima i Zagrebu. U Zagrebu je ostao studirati hrvatski jezik i književnost te engleski jezik. U Zagrebu je na Filozofskome fakultetu diplomirao 1952. godine gdje je i doktorirao 1973. godine disertacijom Hasan Kikić - život i djelo.
Radio je kao sveučilišni profesor. Predavao je na Katedri za noviju hrvatsku književnost u Zagrebu.
Surađivao je u časopisima kao što je riječki časopis Kamov, a uređivao je Križevačke novine (1953. – 1954.) te časopis za kulturu Kolo (1965. – 1967.). 
Za vrijeme hrvatskog proljeća, bio je metom napada jugounitarističkih krugova, kao što je bio slučaj zato što je branio časopis Kamov iz Rijeke od prozivanja (Vaupotiću su se u branjenju Kamova pridružili Dalibor Cvitan, Branimir Donat i Goran Babić). Onda je jedan mjesni spisatelj (Slobodan Drenovac) na "ortodoksnom srpskom jeziku" 29. svibnja 1970. godine dao pisanu ostavku na članstvo u uredništvu Kamova, jer, kako je naveo u pismu ostavke, nije se slagao s "koncepcijom »kroatizacije Hrvatske« s kojom da se časopis »zatvara u uske nacionalne granice«, a »štivo je zastarelo i preživelo«, s ciljem da izazove »oživljavanje vampira prošlosti«". Rujna iste godine protiv ovog časopisa je krenula orkestrirana kampanja na stranicama Novog lista, koju je vodila višegodišnja novinarka beogradske Politike Duša Pavešić.

## Djela
Napisao je više od tisuću radova: rasprava, eseja, studija i podlistaka. Od obimnijih radova, objavio je sljedeće knjige: 
- Hrvatska suvremena književnost/Contemporary Croatian Literature, na hrv. i eng. jeziku, Hrvatski PEN, Zagreb, 1966. (engl. prijevod Željko Bujas)
- "Sukob na ljevici": (marginalia lexicographica ili Tumač imena), Matica hrvatska, Osijek, 1971.
- Siva boja smrti, (knjiga o Krleži), Znanje, Zagreb, 1974.
- Quercus Croaticus: o životu i radu Zvonimira Kulundžića, Nezavisna autorska naklada, Zagreb, 1977. (Separat iz knjige Ta rič hrvacka, starinska naša draga... ča zvoni kroz stolića, knjiga I., Zagreb, 1977. Str. 649. – 727.)
- Izabrana djela, Pet stoljeća hrvatske književnosti, sv. 162., Nakladni zavod Matice hrvatske, Zagreb, 1984. (suautori Franjo Švelec, Nikola Ivanišin, Nedjeljko Mihanović i Dubravko Jelčić)[3]
- Portret kritičara kao pedesetogodišnjaka, Biblioteka Kvadrat, Centar za informacije i publicitet, Zagreb, 1990.
- Panonske teme: (portreti i zapisi), priredio i pogovor napisao Vinko Brešić, Slavonica: prinosi Slavonije hrvatskoj književnosti i povijesti: popularna književna, povijesna biblioteka, kolo 6, knj. 27, Slavonska naklada Privlačica, Vinkovci, 1994.
- Tragom tradicije, (ur. Jelena Hekman), Matica hrvatska, Zagreb, 2002.[3][4]

Priredio je brojne hrvatske pisce. Dosta se bavio Miroslavom Krležom i hrvatskom književnom periodikom. Njegova poezija okupljena je i posmrtno objavljena u zbirci Portret kritičara kao pedesetogodišnjaka (1990.).
Neke od njegovih knjiga ilustrirao je poznati hrvatski ilustrator Ivan Antolčić.

## Vanjske poveznice
- Matica hrvatska  Arhivirana inačica izvorne stranice od 22. kolovoza 2007. (Wayback Machine) Miroslav Vaupotić - Tragom tradicije
- Službene stranice Grada Zagreba Od Kavkaza do Vugleca